# Depew, Lancaster and Western Railroad
Die Depew, Lancaster and Western Railroad (AAR-reporting mark: DLWR) ist eine Class-3-local railroad-Bahngesellschaft im Nordwesten des US-Bundesstaats New York. Das Unternehmen der Genesee Valley Transportation (GVT) betreibt auf Strecken mit einer Gesamtlänge von 15 km Schienengüterverkehr.

## Geschichte
1988 suchte die Erie County Industrial Development Agency nach einem neuen Betreiber für den sporadischen Güterverkehr auf ihrer knapp fünf Kilometer langen Bahnstrecke in Lancaster, einem östlichen Vorort von Buffalo. Die bis dato nur als Fahrzeughändler tätige GVT erhielt den Zuschlag und gründete mit der Depew, Lancaster and Western Railroad (DLWR) ein Tochterunternehmen, das zum 1. August 1989 den Betrieb aufnahm. Von 1989 bis 1994 führte die DLWR ferner im Auftrag von Conagra den Betrieb auf der Werksbahn einer Getreidemühle in Buffalo.
Nach positiven Erfahrungen in Lancaster und der 1991 gegründeten GVT-Tochtergesellschaft Mohawk, Adirondack and Northern Railroad (MHWA) erwarb die GVT 1993 Nebenstrecken der Conrail in Batavia und Rome. Als Infrastrukturbetreiber wurde die Genesee and Mohawk Valley Railroad (G&MV) gegründet, während die Güterverkehrsleistungen durch bestehende GVT-Firmen übernommen wurden: In Rome von der MHWA und in Batavia im August 1993 durch die DLWR.
In Batavia betreibt die DLWR auch eine Anlage für den geschützten Umschlag und die Zwischenlagerung von Gütern (Transload Warehouse), die 2017 mit finanzieller Unterstützung des Bundesstaats deutlich erweitert wurde.
Name und Abkürzung der Firma sind an die frühere Delaware, Lackawanna and Western Railroad (DLW bzw. DL&W) angelehnt.

## Infrastruktur
Die von der DLWR genutzte Infrastruktur besteht aus räumlich getrennten Teilen: In Lancaster werden fünf Kilometer Strecke der Erie County Industrial Development Agency befahren, an die in Depew etwa 3,2 km Trackage Rights auf Gleisen der Norfolk Southern Railway (NS) anschließen, um den zur Wagenübergabe genutzten Bison Yard der NS zu erreichen. Das Streckenstück des Countys ist ein Rest der früheren Hauptstrecke der Delaware, Lackawanna and Western Railroad (DL&W) nach Buffalo, die mit der Fusion der DL&W in die Erie Lackawanna Railroad (EL) westlich von Binghamton zugunsten der parallelen Erie-Railroad-Strecke auf weiten Abschnitten in den frühen 1960er-Jahren aufgegeben wurde. Der Teil in Lancaster wurde 1976 nicht mit dem der Rest der EL durch Conrail übernommen, aber bis April 1988 im Auftrag des Countys durch Conrail bedient.
In Batavia werden 9,9 Kilometer Strecke der G&MV befahren. Dabei handelt es sich im Wesentlichen um einen Teil der ursprünglichen Führung der Hauptstrecke Albany–Buffalo der New York Central Railroad (NYC), die zwischen 1951 und 1957 an den Südrand Batavias verlegt worden waren. Im Stadtgebiet sowie westlich der Stadt blieb eines von ehemals vier Gleisen erhalten, um Gleisanschlüsse bedienen zu können. Conrail bezeichnete diese heute durch die DLWR genutzte Infrastruktur als Lower Town Industrial Trackage. Zusätzlich befährt die DLWR in Batavia auch einen kurzen, südöstlich der heute von CSX Transportation betriebenen NYC-Umgehungsstrecke gelegenen Rest der ansonsten in der Region stillgelegten Lehigh-Valley-Railroad-Hauptstrecke nach Buffalo.

## Verkehr
Die DLWR erbringt ausschließlich Güterverkehr. In Lancaster fällt nur sporadisch Frachtaufkommen an. Ein Großteil der etwa 1.100 Wagen pro Jahr (Stand 2018) wird somit in Batavia befördert. Schwerpunkte bilden Transporte von Wärmetauschern, Metallschrott, Papier- und Zellstoff, Dünger, Plastikpellets und Holz.
Als Triebfahrzeuge nutzt die DLWR ausschließlich Diesellokomotiven des Herstellers American Locomotive Company.